# Áprilisi döggomba
Az áprilisi döggomba (Entoloma aprile) a döggombafélék családjába tartozó, Európában és Észak-Amerikában honos, lomberdőkben élő, nem ehető gombafaj.

## Megjelenése
Az áprilisi döggomba kalapja 2-6 cm széles, alakja eleinte kúpos, később domború (idősen sem lapos), közepén többnyire jól fejlett púppal. Higrofán: színe nedvesen szürkésbarna vagy rozsdabarna, néha olív árnyalattal; szárazon halvány sárgásbarna. Felszíne sima, néha sugarasan szálas. Széle fiatalon begöngyölt, később egyenes; nedvesen áttetszően bordázott. 
Húsa vékony, törékeny; színe fiatalon fehér, majd világosszürke. Szaga és íze erősen lisztes. 
Közepesen sűrű lemezei keskenyen tönkhöz nőttek. Színük halványszürke, később rózsás, hússzínű árnyalattal. 
Tönkje 3-9 cm magas és 0,5-1,5 cm vastag. Alakja hengeres, néha a tövénél kissé megvastagodott. Színe szürke vagy szürkésbarna. Felszíne a csúcsán sima vagy kissé hamvas, lejjebb hosszanti szálas.
Spórapora barnásrózsaszín. Spórája szögletes, 5-7 csúccsal, mérete 9-12 x 7-11 µm.

### Hasonló fajok
A mérgező tavaszi döggomba, a selymes döggomba, az ezüstszürke döggomba, a törékeny kupakgomba, a bordás kupakgomba hasonlíthat hozzá.

## Elterjedése és termőhelye
Európában és Észak-Amerikában honos. Magyarországon ritka.  
Lombos erdőkben (ligeterdőkben, hegyvidéki kőrisesek, gyertyános tölgyesek, cserjések gyorsan felmelegedő tisztásain) és parkokban él, inkább meszes talajon. Áprilistól júniusig terem. 
Nem mérgező, de íze nem kellemes és könnyen összetéveszthető mérgező fajokkal. 